# Katastrofa lotnicza w Mirosławcu
Katastrofa lotnicza w Mirosławcu – wypadek lotniczy wojskowego samolotu CASA C-295M numer 019, który wydarzył się 23 stycznia 2008 roku o godzinie 19:07, podczas podchodzenia do lądowania na lotnisku wojskowym 12. Bazy Lotniczej w Mirosławcu.
Samolot CASA C-295M przewoził oficerów Sił Powietrznych uczestniczących w 50. Konferencji Bezpieczeństwa Lotów Lotnictwa Sił Zbrojnych RP na trasie Warszawa-Okęcie – Powidz – Poznań – Mirosławiec – Świdwin – Kraków-Balice.
Podczas podchodzenia do lądowania doszło do nieświadomego doprowadzenia przez załogę do nadmiernego przechylenia samolotu powodującego postępujący spadek siły nośnej, co doprowadziło w końcowej fazie lotu do gwałtownego zniżania z utratą kierunku i zderzenia samolotu z ziemią. W wyniku uderzenia samolotu w ziemię śmierć na miejscu poniosły wszystkie osoby znajdujące się na pokładzie samolotu – 4 członków załogi i 16 pasażerów.

## Statek powietrzny
Samolot transportowy CASA C-295M o numerze fabrycznym 043 został zakupiony przez Siły Powietrzne Rzeczypospolitej Polskiej w 2007 roku oraz został oznaczony numerem bocznym 019. W momencie katastrofy był to jeden z dwóch najnowszych samolotów C-295M eksploatowanych w Siłach Zbrojnych Rzeczypospolitej Polskiej. Nalot samolotu wynosił 399 godzin i 4 minuty.
Samolot był wyposażony w dwa silniki produkcji Pratt & Whitney Canada PW127G, które przepracowały 399 godzin i 4 minuty, przy dopuszczalnym resursie wynoszącym 6000 godzin.
Do obsługi tego lotu samolot był przystosowany do wersji pasażerskiej. W przedniej kabinie ładunkowej zamontowano 12 miękkich foteli, natomiast w tylnej – oprócz siedzeń bocznych – zamontowano dodatkowo środkowy rząd siedzeń dla sześciu osób. Samolot w takiej konfiguracji mógł przewozić 49 pasażerów.
Przed startem z Warszawy zatankowano 4200 kg paliwa, a podczas zderzenia z ziemią w zbiornikach paliwowych samolotu znajdowało się około 2700–2800 kilogramów paliwa.

## Warunki atmosferyczne w miejscu zdarzenia
Rejon lotniska w Mirosławcu znajdował się pod wpływem ustępującego wyżu znad Austrii oraz w przedniej części zatoki niżowej z podchodzącym frontem ciepłym. Ciśnienie atmosferyczne na poziomie lotniska wynosiło (QFE) 1008,9 hPa, liczone dla poziomu morza (QNH) – 1027,0 hPa, temperatura przy ziemi 0,7 °C, a zachmurzenie było duże.
Warunki atmosferyczne nie pozwalały załodze na lot z widocznością powierzchni ziemi oraz drogi startowej, co mogło mieć wpływ na zaistniałe zdarzenie lotnicze.

## Załoga samolotu
Załogę samolotu CASA C-295M 019 podczas krytycznego lotu stanowili:
| Lp. | Stopień wojskowy, imię i nazwisko | Data urodzenia   | Stanowisko służbowe         | Pełniona funkcja            | Doświadczenie zawodowe                                                      |
| --- | --------------------------------- | ---------------- | --------------------------- | --------------------------- | --------------------------------------------------------------------------- |
| 1   | por. pil. Robert Kuźma            | 14 kwietnia 1972 | instruktor sekcji szkolenia | dowódca statku powietrznego | Nalot 2428 godz. 20 min, w tym na samolotach CASA C-295M – 756 godz. 15 min |
| 2   | por. pil. Michał Smyczyński       | 25 sierpnia 1976 | starszy pilot               | drugi pilot                 | Nalot 753 godz. 17 min, w tym na samolotach CASA C-295M – 102 godz. 8 min   |
| 3   | mjr Jarosław Haładus              | 23 marca 1965    | szef techniki lotniczej     | technik pokładowy           | Nalot 1375 godz.12 min, w tym na samolotach CASA C-295M – 1086 godz. 54 min |
| 4   | sierż. Janusz Adamczyk            |                  | starszy technik samolotu    | technik załadunku           | Nalot 647 godz. 00 min, w tym na samolotach CASA C-295M – 647 godz. 00 min  |

## Przebieg lotu
Zgodnie ze złożonym 22 stycznia 2008 roku planem lotu samolot CASA C-295M 019 miał wystartować z lotniska Warszawa-Okęcie 23 stycznia 2008 roku o godzinie 16:30. Samolot przed startem został sprawdzony przez załogę zgodnie z listą kontrolną. Załoga podczas przygotowań pominęła jednak czynności związane ze sprawdzeniem systemu ostrzegającego o zbliżaniu się samolotu do ziemi EGPWS. System ten pozostawał w czasie lotu w stanie odłączenia – sygnalizacja głosowa ostrzeżeń o zagrożeniach pozostała wyłączona.
W trakcie czynności sprawdzających systemy pokładowe i przygotowań do lotu pasażerowie zajęli miejsca na pokładzie samolotu. Następnie załoga uruchomiła silniki zgodnie z czynnościami zawartymi w listach kontrolnych i po uzyskaniu zgody wykonała kołowanie do drogi startowej.
W momencie startu z Warszawy na pokładzie samolotu znajdowała się 4-osobowa załoga i 41 pasażerów.

### Lot na odcinku Warszawa-Okęcie – Powidz
Start z lotniska Warszawa-Okęcie nastąpił o godzinie 16:51. Lot był realizowany po trasie: Warszawa-Okęcie – Powidz – Poznań-Krzesiny – Mirosławiec – Świdwin – Kraków-Balice.
Po starcie załoga nawiązała łączność z kontrolerem ruchu lotniczego stanowiska kontroli zbliżania (APP) lotniska Warszawa-Okęcie, na polecenie którego dowódca statku powietrznego realizował wznoszenie samolotu na poziom przelotowy FL160 wynoszący 4850 metrów i zgodnie z planem lotu kierował samolot na lotnisko Powidz.
W czasie lotu załoga kontaktowała się z kontrolerem ruchu lotniczego stanowiska kontroli obszaru (ACC) lotnictwa ogólnego, który polecił zniżenie do poziomu lotu FL100 wynoszącego 3050 metrów i nawiązanie kontaktu z wieżą kontroli lotów (TWR) lotniska Powidz. Załoga nawiązała kontakt i po uzyskaniu informacji o warunkach atmosferycznych otrzymała zgodę na lądowanie według systemu ILS, czyli w warunkach ograniczonej widzialności i niskiego zachmurzenia.
Lądowanie na lotnisku Powidz nastąpiło o godzinie 17:35. Samolot opuściło 10 pasażerów (w tym generał brygady Adam Świerkocz), a o godzinie 17:51 nastąpił start z lotniska Powidz z kursem na lotnisko Poznań-Krzesiny.

### Lot na odcinku Powidz – Poznań-Krzesiny
Po opuszczeniu strefy ruchu lotniskowego lotniska Powidz (ang. MATZ – Military Aerodrome Traffic Zone) załoga nawiązała łączność z kontrolerem zbliżania lotniska Poznań-Krzesiny. Samolot był wektorowany przez kontrolera zbliżania do przechwycenia ścieżki ILS, a po nawiązaniu łączności z kontrolą ruchu lotniczego wieży kontroli lotów lotniska Poznań-Krzesiny, o godzinie 18:11 nastąpiło lądowanie według systemu ILS na tym lotnisku.
Na lotnisku Poznań-Krzesiny samolot opuściło 15 pasażerów i o godzinie 18:24 nastąpił start samolotu z kursem na lotnisko Mirosławiec.

### Lot na odcinku Poznań-Krzesiny – Mirosławiec
Po starcie z lotniska Poznań-Krzesiny załoga w uzgodnieniu z kontrolerem ruchu lotniczego stanowiska kontroli zbliżania realizowała nabór wysokości do poziomu lotu FL160 (tj. 4850 metrów) i wykonywała lot według własnej nawigacji, zgodnie z zezwoleniem i na podstawie planu lotu. Lot po zaplanowanej trasie odbywał się w chmurach, pod kontrolą kontrolera ruchu lotniczego stanowiska kontroli obszaru, aż do pomocy radionawigacyjnej VOR/DME Drezdenko. Po przelocie pomocy radionawigacyjnej VOR/DME Drezdenko załoga samolotu nawiązała łączność z organem informacji lotniczej FIS Gdańsk i uzyskała zgodę na obniżenie poziomu lotu do wysokości FL080 (tj. 2450 metrów).
Po nawiązaniu łączności radiowej z kontrolerem ruchu lotniczego wieży kontroli lotów lotniska Mirosławiec, o godzinie 18:48 załoga przekazała informację o obniżaniu poziomu lotu do FL080 i intencję wlotu w strefę ruchu lotniskowego lotniska Powidz oraz dalszym zniżaniu wysokości do 600 metrów. Dowódca statku powietrznego poprosił też kontrolera o podanie warunków atmosferycznych do lądowania i uzyskał następującą informację: PLF zero pięćdziesiąty piąty, u mnie będzie Pan lądował z kursem trzysta cztery stopnie, trzysta cztery stopnie, aktualne ciśnienie lotniska 756 kropka 8, 756, QNH 770 i aktualnie wiaterek z kierunku dwieście, maksymalnie do dwóch metrów, i u mnie zachmurzenie 6/8, podstawa około stu metrów, widać cztery kilometry. Kontroler podał załodze błędną informację o podstawie chmur niskich – 100 metrów zamiast 90 metrów. Dyżurny meteorolog lotniska na godzinę 19:10 prognozował zachmurzenie pełne, w tym przez chmury niskie Stratus o podstawie 90 metrów.
Pilot nawiązał następnie kontakt z kontrolerem stanowiska kontroli zbliżania zgłaszając, że wykonuje lot kursem 20° i ze zniżaniem do poziomu FL080 (2450 metrów). Kontroler polecił obranie kursu 35° i zezwolił na zniżanie, co oznaczało, że rozpoczyna wektorowanie (nakazy zmiany kursu, wysokości lub prędkości) samolotu w celu wprowadzenia go na kurs lądowania.
Ze względu na to, że samolot w tym czasie znajdował się w odległości mniejszej niż 65 kilometrów od lotniska, wykonanie manewru lądowania z prostej bez wcześniejszego obniżenia wysokości było utrudnione. Zmniejszenie wysokości zanim samolot znalazłby się na kursie ułatwiłoby wejście na ścieżkę zniżania z właściwymi parametrami. Kontroler poinformował, że wyprowadzi załogę na długą prostą w odległości 20 kilometrów od lotniska, pytając jednocześnie o aktualną wysokość lotu.
Załoga poinformowała, że poziom lotu wynosi w tym momencie 13 500 stóp. Kontroler nie zareagował na to, że pilot podał wysokość w stopach i niewłaściwe ciśnienie atmosferyczne i nakazał zniżanie lotu do 600 metrów w stosunku do poziomu lotniska, co pilot potwierdził.
W czasie wymiany informacji operowano różnymi jednostkami ciśnienia i wysokości (mmHg – hPa, metry – stopy), co mogło wprowadzić błędy w interpretacji i ustaleniu ich właściwych wartości (przyrządy samolotu CASA C-295M są wyskalowane w stopach i hektopaskalach).
Kontroler ruchu lotniczego nie czekając, aż załoga zgłosi uzyskanie zadanej wcześniej wysokości 600 metrów na odległości 20 kilometrów, nakazał wykonanie zakrętu w lewo na kurs do lądowania, polecając przy tym przejście na częstotliwość radiową kontrolera precyzyjnego podejścia PAR. Takie działanie spowodowało, że samolot po wyjściu na kurs lądowania znajdował się na wysokości 1950 metrów, co skutkowało w tym przypadku koniecznością utraty znacznej wysokości na zbyt małej odległości i w rezultacie uniemożliwiło wykonanie prawidłowego podejścia do lądowania. Samolot zmniejszał wysokość na kursie lądowania z dużym kątem zniżania i prędkością opadania dochodzącą do 11 m/s, podczas gdy normalnie prędkość ta powinna wynosić około 3–4 m/s.
Sprowadzający samolot kontroler zmienił w tym momencie swoje stanowisko pracy z kontrolera zbliżania na kontrolera precyzyjnego podejścia, przejmując jednocześnie kontrolę samolotu na ścieżce podejścia.
Załoga, kontynuując zniżanie z prędkością opadania około 11 m/s, przystąpiła do przygotowań związanych z lądowaniem. Piloci zmienili zakres mocy samolotu i wypuścili klapy w położenie 10° oraz podwozie. Samolot znajdował się 16 kilometrów od początku drogi startowej na wysokości 1800 metrów, a w trakcie wykonywania zakrętu przeciął oś podejścia na prawo. Mogło być to spowodowane nieprawidłowym wprowadzeniem przez kontrolera samolotu w punkt rozpoczęcia zakrętu na kurs lądowania i nie uwzględnieniem znoszenia samolotu przez wiatr.
W trakcie podejścia do lądowania kontroler czterokrotnie identyfikował położenie statku powietrznego nad ścieżką zniżania.
W odległości 3 kilometrów od początku drogi startowej, przy wysokości lotu 290 metrów, kontroler zapytał załogę o widoczność świateł ścieżki podejścia i drogi startowej, na co dowódca załogi odparł, że świateł nie widzi. Pilot zwiększył prędkość zniżania i 8 sekund później na wysokości 240 metrów otrzymał polecenie odstąpienia od lądowania i przejścia na ponowne podejście do lądowania. Dokładnie: I dwa jesteś z prawej strony, na następne zajście PLF050 (PLF – Polish Air Forces, oznacznik operatora lotu ICAO).
Pilot przerwał zniżanie na wysokości 200 metrów (658 stóp) według wysokościomierza barometrycznego i około 175 metrów (581 stóp) według radiowysokościomierza, przechodząc jednocześnie na następne zajście.
Polecenie kontrolera nakazujące przerwanie lądowania i ponowne do niego podejście mogło sugerować załodze, że samolot zbliżał się do minimalnej wysokości zniżania – 80 metrów.

## Okoliczności zdarzenia i jego następstwa
Podczas przelotu nad lotniskiem pilot mógł przypuszczać, że znajduje się na wysokości 158 stóp (około 50 metrów). W rzeczywistości samolot znajdował się na wysokości 658 stóp (200 metrów). Kontroler zapytał o widoczność świateł drogi startowej, co pilot potwierdził i poprosił o wzmocnienie ich natężenia. Samolot przeleciał nad płaszczyzną lotniska z prawej strony drogi startowej, w chmurach, a przejście do ponownego podejścia do lądowania zostało wykonane z zakrętem w lewo z jednoczesnym naborem wysokości.
Dowódca samolotu poinformował, że wykonuje zakręt w lewo na kurs odwrotny do kursu lądowania ze wznoszeniem do wysokości 2000 stóp (przy ciśnieniu QNH 1021 hPa).
W odległości 20 kilometrów od początku drogi startowej kontroler ruchu lotniczego stanowiska kontroli zbliżania polecił załodze wykonanie zakrętu na kurs lądowania. Dowódca załogi samolotu rozpoczął wykonywanie zakrętu i po wyjściu samolotu na kurs lądowania 304° drugi pilot poinformował kontrolera, iż utrzymuje wysokość lotu 2500 stóp (przy ciśnieniu QNH 1027 hPa ustawionego na swoim wskaźniku).
Kontroler stanowiska kontroli zbliżania nie ustalił z załogą przyczyny podania rzeczywistej wysokości lotu różniącej się o 500 stóp od wcześniej meldowanej 2000 stóp. Prawdopodobnie nie był zorientowany według jakiego ciśnienia (QFE czy QNH) załoga odczytuje wysokość pułapu lotu.
W odległości 17 kilometrów od początku drogi startowej załoga nawiązała łączność z kontrolerem precyzyjnego podejścia, który po raz pierwszy w tym podejściu podał polecenie zmiany kursu na ścieżce zniżania. Kontroler precyzyjnego podejścia nie miał świadomości znoszenia samolotu przez boczny wiatr o prędkości około 12 m/s i nie wiedział dlaczego tak się dzieje.
W odległości 12 kilometrów od progu drogi startowej kontroler precyzyjnego podejścia polecił załodze rozpoczęcie końcowego zniżania, a na odcinku od 8 do 4 kilometra wydawał sześciokrotnie komendy zmiany kursu w lewo w celu wyprowadzenia samolotu na oś ścieżki zniżania potwierdzając, że samolot znajduje się „dobrze na ślizgu”.
Samolot jednak, będąc 6,5 kilometrów od drogi startowej systematycznie zwiększał swoje przewyższenie nad ścieżką podejścia. Na 6 kilometrze znajdował się już około 50 metrów nad nią, a na 4 kilometrze wysokość wynosiła 920 stóp (280 metrów), czyli o 80 metrów za wysoko w stosunku do ścieżki podejścia.
W odległości 2800 metrów od drogi startowej, gdy samolot był na wysokości 850 stóp (około 260 metrów), kontroler precyzyjnego podejścia potwierdził, że samolot znajduje się idealnie w osi pasa i zapytał, czy załoga widzi światła drogi startowej. Pilot nie potwierdził widoczności świateł, a samolot znajdował się 120 metrów ponad prawidłową ścieżką podejścia.
Po kolejnych 4 sekundach od przekazanej przez kontrolera informacji, że samolot znajduje się w odległości 2000 metrów od drogi startowej i jest na kursie i na ślizgu, dowódca samolotu wprowadził poprawkę w kursie i zainicjował tym samym przechylenie samolotu w lewo, a następnie przy wychyleniu 6,7° w lewo odłączył autopilota i przygotowywał się do wyjścia pod chmury i lądowania.
Samolot znajdował się wtedy na wysokości 760 stóp (około 230 metrów) i przemieszczał z prędkością CAS 137 węzłów. W tym samym czasie kontroler wydał polecenie korekty kursu na 300°. Samolot pogłębił jednak przechylenie w lewo do 19°. Prawdopodobnie kpt. Kuźma zdając sobie sprawę z niewielkiej już odległości od progu drogi startowej chciał nieco szybciej wejść na nakazaną ścieżkę zniżania.
Przechylenie samolotu mogło być wynikiem nieznacznego momentu przechylającego, jaki powstał w chwili wyłączenia autopilota. Dowódca samolotu zareagował na przechylenie zmniejszeniem wychylenia lotek, lecz tylko do wartości około 4°, natomiast aby zatrzymać narastanie kąta przechylenia samolotu powinien wychylić lotki poza położenie neutralne (w prawo). Przechylenie samolotu – którego pilot nie kontrolował według wskazań przyrządów – w tym czasie pogłębiało się w tempie około 5-6°/s.
Komisja ustaliła, że istnieje duże prawdopodobieństwo, że po komendzie kontrolera precyzyjnego podejścia wydanej na 9 sekund przed zderzeniem samolotu z ziemią (Kurs trzy zero, zero, odległość kilometr) zarówno dowódca załogi statku powietrznego, jak i drugi pilot spojrzeli poza kabinę samolotu i skupili całą uwagę na szukaniu świateł podejścia i drogi startowej, nie obserwując w tym czasie położenia wskaźników sztucznego horyzontu. Samolot będąc niekontrolowany przez załogę zwiększał przechylenie z jednoczesną utratą kierunku w lewo.
Podobnie jak w poprzednim podejściu do lądowania załoga zwiększyła moc silników chcąc zapewnić sobie możliwość ewentualnego przerwania lądowania. W tym samym czasie, z powodu stopniowej utraty siły nośnej wynikającej z dużego przechylenia samolot stopniowo zaczął pochylać się w kierunku ziemi. Wzrost pochylenia przy tym narastał i wzrastała także prędkość postępowa, co było wynikiem zwiększenia mocy silników i kąta pochylenia.
Po przekroczeniu kąta przechylenia 40° (8 sekund przed zderzeniem samolotu z ziemią) powinna zadziałać sygnalizacja dźwiękowa systemu EGPWS. Sygnalizacja ta jednak nie zadziałała, ponieważ przez wszystkie fazy lotu pozostała w stanie odłączenia i załoga nie została ostrzeżona o niebezpiecznej sytuacji.
W dalszej fazie lotu załoga nieświadomie dopuściła do powiększania przechylenia, które w końcowej fazie wzrosło do 76° z jednoczesnym pochyleniem o wartości 21°, a samolot zahaczył lewym skrzydłem o ziemię przy prędkości postępowej 175 węzłów. Zahaczenie o ziemię zaszło w odchyleniu od drogi startowej na kursie 220°, czyli 84° od kierunku podejścia.
Załoga nie podjęła żadnych działań adekwatnych do zaistniałej sytuacji, gdyż prawdopodobnie do końca nie była świadoma położenia samolotu w przestrzeni.
Samolot CASA C-295M nr 019 zderzył się z ziemią o godzinie 19:07 w odległości 1300 metrów od początku drogi startowej i 320 metrów z lewej strony od jej osi.

### Przebieg zderzenia
Do zderzenia samolotu z ziemią doszło na terenie zalesionym. Prędkość postępowa samolotu względem ziemi wynosiła 148 węzłów (272 km/h), natomiast wyliczona prędkość pionowego opadania – około 35 m/s (126 km/h).
W momencie uderzenia w ziemię samolot leciał z przechyleniem –76° i pochyleniem –21°. Zderzenie nastąpiło tuż przed torem linii kolejowej nr 410. Samolot, począwszy od lewego skrzydła został połamany i porozrywany, a jego elementy wyrwane z płatowca zostały rozrzucone na przestrzeni około 50 metrów.
W trakcie niszczenia konstrukcji nastąpiło rozszczelnienie instalacji paliwowej samolotu oraz rozerwanie zbiorników z paliwem. Doszło do zapalenia paliwa wskutek zetknięcia z gorącymi częściami silników lub zwarć instalacji elektrycznej. W wyniku pożaru wypalony został centropłat, prawe skrzydło i częściowo kadłub samolotu.
W trakcie zdarzenia zostało powalonych lub ściętych 7 drzew o średnicy 20–30 centymetrów.

## Ofiary zdarzenia
W wyniku zderzenia samolotu z ziemią, w następstwie odniesionych rozległych obrażeń wielonarządowych śmierć na miejscu poniosły wszystkie osoby znajdujące się na pokładzie samolotu.
| Lp. | Stopień wojskowy, imię i nazwisko    | Pełniona funkcja i przydział służbowy                                                      |
| --- | ------------------------------------ | ------------------------------------------------------------------------------------------ |
| 1   | sierż. Janusz Adamczyk               | technik pokładowy, 13. Eskadra Lotnictwa Transportowego                                    |
| 2   | gen. bryg. pil. Andrzej Andrzejewski | dowódca 1. Brygady Lotnictwa Taktycznego w Świdwinie                                       |
| 3   | ppłk pil. Zdzisław Cieślik           | szef szkolenia, 1. Brygada Lotnictwa Taktycznego w Świdwinie                               |
| 4   | mjr Piotr Firlinger                  | szef sekcji techniki lotniczej, 21. Bazy Lotniczej w Świdwinie                             |
| 5   | mjr pil. Jarosław Haładus            | szef sekcji techniki lotniczej, 13. Eskadra Lotnictwa Transportowego                       |
| 6   | mjr pil. Grzegorz Jułga              | zastępca dowódcy eskadry, 8. Eskadra Lotnictwa Taktycznego                                 |
| 7   | ppłk Zbigniew Książek                | zastępca dowódcy 22. Bazy Lotniczej w Malborku                                             |
| 8   | por. pil. Robert Kuźma               | starszy instruktor, 13. Eskadra Lotnictwa Transportowego                                   |
| 9   | płk pil. Dariusz Maciąg              | dowódca 21. Bazy Lotniczej w Świdwinie                                                     |
| 10  | mjr pil. Robert Maj                  | szef sekcji, 1. Brygada Lotnictwa Taktycznego w Świdwinie                                  |
| 11  | ppłk pil. Wojciech Maniewski         | dowódca 40. Eskadry Lotnictwa Taktycznego w Świdwinie                                      |
| 12  | ppłk Dariusz Pawlak                  | szef sekcji techniki lotniczej, 12. Bazy Lotniczej w Mirosławcu                            |
| 13  | płk pil. Jerzy Piłat                 | dowódca 12. Bazy Lotniczej w Mirosławcu                                                    |
| 14  | mjr Krzysztof Smołucha               | specjalista, Oddział Operacyjny A3 Dowództwa Sił Powietrznych                              |
| 15  | por. pil. Michał Smyczyński          | starszy pilot, 13. Eskadra Lotnictwa Transportowego                                        |
| 16  | kpt. Grzegorz Stepaniuk              | szef sekcji techniki lotniczej, 40. Eskadra Lotnictwa Taktycznego w Świdwinie              |
| 17  | kpt. Karol Szmigiel                  | dowódca klucza technicznego, 8. Eskadra Lotnictwa Taktycznego                              |
| 18  | mjr Mirosław Wilczyński              | szef sekcji techniki lotniczej, 1. Brygada Lotnictwa Taktycznego w Świdwinie               |
| 19  | mjr pil. Paweł Zdunek                | dowódca klucza Lotniczego, 8. Eskadra Lotnictwa Taktycznego                                |
| 20  | mjr pil. Leszek Ziemski              | inspektor bezpieczeństwa lotów, szef sekcji, 40. Eskadra Lotnictwa Taktycznego w Świdwinie |

Ustalono, że w chwili zderzenia załoga oraz co najmniej 10 pasażerów miało zapięte pasy bezpieczeństwa, jednak ze względu na wielkość sił działających podczas zderzenia samolotu z ziemią nie było możliwości przeżycia katastrofy.

## Akcja ratunkowa
Zgodnie z instrukcją, natychmiast po zaistnieniu katastrofy – o godz. 19:07 – kontroler ruchu lotniczego wieży kontroli lotów lotniska Mirosławiec powiadomił przez radiotelefon grupę ratownictwa lotniskowego o miejscu zdarzenia.
Uruchomiona została również grupa poszukiwania naziemnego z 12. Bazy Lotniczej w Mirosławcu, powiadomione zostały jednostki okolicznych straży pożarnych oraz szpital wojskowy w Wałczu.
Po otrzymaniu informacji ARCC Warszawa (ang. ARCC – Aeronautical Rescue Coordination Centre) zarządził gotowość bojową dla śmigłowców ratunkowych w Bydgoszczy (o godzinie 19:10) i Darłowie (o godzinie 19:12), jednak ze względu na niesprzyjające warunki atmosferyczne śmigłowce ratownicze nie wystartowały.
Grupy ratownicze dotarły na miejsce katastrofy o godzinie 19:15 i rozpoczęły akcję gaśniczą. Po kilku minutach na miejsce katastrofy dotarły kolejne pododdziały ratunkowe.
W akcji gaśniczej brały udział dwa zastępy wojskowej straży pożarnej z 12. Bazy Lotniczej w Mirosławcu oraz dwa zastępy ochotniczej straży pożarnej z Mirosławca. O godzinie 20:20 zakończono akcję gaśniczą, a 10 minut później służby medyczne oceniły, że nikt z załogi ani pasażerów nie przeżył katastrofy.

## Dochodzenie powypadkowe

### Komisja dochodzeniowa
Okoliczności katastrofy badała Państwowa Komisja Badania Wypadków Lotniczych w składzie:
Przewodniczący – płk mgr inż. Zbigniew Drozdowski – Inspektorat Ministerstwa Obrony Narodowej ds. Bezpieczeństwa Lotów
Zastępca – płk pil. dr Adam Ziółkowski – Dowództwo Sił Powietrznych
Sekretarz – płk rez. mgr inż. Andrzej Bałdys – Inspektorat Ministerstwa Obrony Narodowej ds. Bezpieczeństwa Lotów
Członkowie:
1. płk pil. mgr inż. Paweł Kowalczyk – Inspektorat Ministerstwa Obrony Narodowej ds. Bezpieczeństwa Lotów
2. płk mgr inż. Mirosław Wierzbicki – Inspektorat Ministerstwa Obrony Narodowej ds. Bezpieczeństwa Lotów
3. ppłk mgr inż. Dariusz Majewski – Inspektorat Ministerstwa Obrony Narodowej ds. Bezpieczeństwa Lotów
4. ppłk rez. mgr inż. Mirosław Milanowski – Inspektorat Ministerstwa Obrony Narodowej ds. Bezpieczeństwa Lotów
5. mjr mgr inż. Leszek Filipczyk – Inspektorat Ministerstwa Obrony Narodowej ds. Bezpieczeństwa Lotów
6. st. chor. szt. rez. Mariusz Banasiak – Inspektorat Ministerstwa Obrony Narodowej ds. Bezpieczeństwa Lotów
7. płk mgr inż. Zbigniew Chrzan – Sztab Generalny Wojska Polskiego
8. ppłk mgr inż. Ireneusz Kurdziałek – Dowództwo Sił Powietrznych
9. mjr mgr inż. Janusz Niczyj – Dowództwo Sił Powietrznych
10. mjr mgr inż. Jacek Kopański – 1. Brygada Lotnictwa Taktycznego
11. płk pil. mgr inż. Mirosław Jemielniak – 8. Baza Lotnicza Kraków
12. mjr mgr inż. Krzysztof Fiedziuk – 3. Brygada Lotnictwa Transportowego
13. mjr pil. mgr inż. Krzysztof Janica – 3. Brygada Lotnictwa Transportowego
14. mjr mgr inż. Zbigniew Wojton – LKSL
15. ppłk rez. dr inż. Janusz Szymczak – Instytut Techniczny Wojsk Lotniczych
16. mjr rez. mgr inż. Bogusław Czechowicz – Instytut Techniczny Wojsk Lotniczych
17. mjr rez. mgr inż. Mirosław Napurka – Instytut Techniczny Wojsk Lotniczych
18. mjr lek. Bogusław Biernat – Wojskowy Instytut Medycyny Lotniczej
19. ppłk rez. dr n. med. Marian Macander – Wojskowy Instytut Medycyny Lotniczej
20. kpt. mgr inż. Tomasz Czuchman – 13. Eskadra Lotnictwa Transportowego
21. kpt. pil. inż. Piotr Kotłowski – 13. Eskadra Lotnictwa Transportowego
22. kpt. mgr inż. Daniel Kubić – 13. Eskadra Lotnictwa Transportowego
23. kpt. mgr inż. Mirosław Kuczyński – 13. Eskadra Lotnictwa Transportowego
24. kpt. mgr inż. Szymon Strojec – 13. Eskadra Lotnictwa Transportowego

Eksperci:
1. ppłk mgr inż. Mirosław Szapel – 36. Specjalny Pułk Lotnictwa Transportowego
2. technik Jerzy Surmak – Instytut Techniczny Wojsk Lotniczych.

### Badanie wraku samolotu
W celu ustalenia przebiegu procesu destrukcji samolotu komisja dokonała oględzin szczątków samolotu i przeprowadziła pomiary w miejscu katastrofy. Przeprowadzono także analizę zarejestrowanych parametrów lotu oraz sposobu jego eksploatacji. Ustalono, że załoga nie zgłaszała żadnych nieprawidłowości w funkcjonowaniu samolotu.
Zabezpieczono zasadnicze elementy wraku, a następnie dokonano ich ułożenia w pomieszczeniu hangarowym zgodnie z obrysem samolotu – analiza tych elementów potwierdziła ustalenia uzyskane na podstawie danych z rejestratora pokładowego co do sprawności samolotu przed zderzeniem z ziemią.
Stwierdzono, że w samolocie nie występowały niesprawności, które mogłyby mieć jakikolwiek związek ze zdarzeniem, a wszystkie wymagane przepisami obsługi były wykonane.
W rezultacie badań i ekspertyz nie stwierdzono związku przyczynowego pomiędzy stanem technicznym samolotu lub jego obsługiwaniem a zaistniałym zdarzeniem.

### Urządzenia rejestrujące parametry lotu
Pokładowy rejestrator parametrów lotu Solid State Flight Data Recorder (SSFDR) model 980-4700-041 został znaleziony we wraku samolotu, jednak jego stan wynikający z oddziaływania wysokiej temperatury podczas pożaru spowodował jego uszkodzenie w stopniu uniemożliwiającym odczyt danych w drodze standardowej procedury. Dane zostały odzyskane z powodzeniem podczas badania w Instytucie Technicznym Wojsk Lotniczych i obejmowały ostatnie 26 godzin 51 minut pracy urządzeń pokładowych do chwili zderzenia samolotu z ziemią.
Samolot nie był wyposażony w pokładowy rejestrator rozmów w kabinie załogi. Taki rejestrator mógłby w znacznym stopniu przyczynić się do ułatwienia ustalenia przebiegu i przyczyn katastrofy.

### Organizacja i kierowanie przelotem
Zadanie przewidywało przewiezienie 40 uczestników Konferencji Bezpieczeństwa Lotów Lotnictwa Sił Zbrojnych Rzeczypospolitej Polskiej w dniu 23 stycznia 2008 roku i przewidywało przelot po trasie: Kraków-Balice – Świdwin – Mirosławiec – Poznań-Krzesiny – Powidz – Warszawa-Okęcie – Powidz – Poznań-Krzesiny – Mirosławiec – Świdwin – Kraków-Balice. Na dysponenta wyznaczony został gen. dyw. pil. Andrzej Andrzejewski.
Komisja ustaliła, że dowódca 13. Eskadry Lotnictwa Transportowego podjął niewłaściwą decyzję o wykonaniu zadania przez niedostatecznie wyszkolonego drugiego pilota w przewidywanych, niekorzystnych warunkach atmosferycznych oraz w sytuacji, gdy dowódca załogi wykonywał lot na tej wersji samolotu po raz pierwszy.
Ponadto eksploatacja samolotów CASA C-295M nie była poprzedzona etapem wdrożeniowym, a dotychczasowe dokumenty normatywne i pomoce szkoleniowe nie zapewniały właściwego przygotowania personelu lotniczego do wykonywania zadań.
Także szkolenie lotnicze na samolotach CASA C-295M nie uwzględniało specyfiki wykonywanych zadań, nowoczesnego wyposażenia samolotu oraz obowiązujących przepisów i procedur lotniczych.
W zakresie kierowania przelotem komisja oceniła, że działalność służb lotów była zgodna z obowiązującymi przepisami, a wyznaczony personel służby ruchu lotniczego posiadał wymagane uprawnienia niezbędne do wykonywania obowiązków na zajmowanych stanowiskach, lecz miał małe doświadczenie (szczególnie w sprowadzaniu statków powietrznych innych niż Su-22).
Komisja uznała też, że kierowanie samolotem na ścieżce zniżania przez kontrolera ruchu lotniczego prowadzone było w sposób mało zdecydowany i niekonsekwentny, co mogło utwierdzać załogę w przekonaniu o utrzymywaniu właściwych parametrów lotu na ścieżce zniżania i mogło mieć wpływ na zaistnienie katastrofy.

### Niesprawność systemu ILS na lotnisku Mirosławiec
Nawigacyjny system lądowania ILS, w jaki wyposażony był samolot nie mógł być użyty ze względu na niesprawność tego systemu na lotnisku w Mirosławcu. Urządzenia ILS na lotnisku w Mirosławcu zostały zamontowane i rozwinięte w 2001 roku, ale niesprawność wystąpiła już w momencie przekazywania urządzenia i ze względu na powtarzające się niesprawności i problemy z realizacją napraw gwarancyjnych urządzenie nie zostało wdrożone do operacyjnego wykorzystania.
Przez kolejne lata podejmowane były próby naprawnienia urządzenia, a działania polegały na wymianie niesprawnych modułów i przesyłaniu ich do producenta. Prawdopodobnie nie dokonywano analizy przyczyn niesprawności, a jedynie usuwano występujące uszkodzenia.
Komisja wśród wniosków zaleciła dowódcy Sił Powietrznych spowodowanie usprawnienia nawigacyjnego systemu lądowania ILS na lotnisku Mirosławiec.

### Straty materialne wynikające ze zdarzenia
Wartość strat w sprzęcie lotniczym poniesionych w wyniku katastrofy przekroczyła 80 milionów złotych.

## Orzeczenie o przyczynie zdarzenia
28 marca 2008 roku Komisja Badania Wypadków Lotniczych Lotnictwa Państwowego opublikowała Protokół badania zdarzenia lotniczego nr 127/2008/2 – wypadku ciężkiego (katastrofy lotniczej) samolotu CASA C-295M numer 019, zaistniałego w 13. eskadrze lotnictwa transportowego z KRAKOWA, dnia 23 stycznia 2008 r. o godz. 19.07. Komisja stwierdziła w jego treści, że bezpośrednią przyczyną katastrofy było nieświadome doprowadzenie przez załogę do nadmiernego przechylenia samolotu, w wyniku nieprawidłowego rozłożenia wagi w kabinie powodujące postępujący spadek siły nośnej, co doprowadziło w końcowej fazie lotu do gwałtownego zniżania z utratą kierunku i zderzenia samolotu z ziemią.
Ponadto komisja ustaliła czynniki mające wpływ na przyczynę katastrofy. Były to czynniki następujące:
- niewłaściwy dobór załogi,
- niewłaściwa współpraca załogi w kabinie,
- niekorzystne warunki atmosferyczne,
- dezorientacja przestrzenna załogi w wyniku niewłaściwego podziału uwagi w czasie lotu bez widoczności ziemi,
- wyłączenie sygnalizacji dźwiękowej urządzenia EGPWS, pozbawiające załogę informacji o niebezpiecznym zbliżaniu się do ziemi oraz nadmiernym przechyleniu samolotu,
- brak obserwacji wskazań radiowysokościomierza,
- brak obserwacji przyrządów pilotażowo-nawigacyjnych w końcowym etapie drugiego podejścia do lądowania,
- nieumiejętne sprowadzanie samolotu do lądowania przez kontrolera ruchu lotniczego precyzyjnego podejścia,
- niewłaściwe komendy radiowe kontrolera ruchu lotniczego precyzyjnego podejścia, sugerujące w ostatniej fazie lotu przeniesienie uwagi załogi na zewnątrz kabiny samolotu,
- błędna interpretacja wskazań wysokościomierzy przez załogę,
- próba nawiązania kontaktu wzrokowego załogi z obiektami naziemnymi podczas lotu bez widoczności ziemi – niezgodnie z obowiązującymi procedurami,
- niewłaściwa analiza warunków atmosferycznych przez załogę przed lotem,
- brak decyzji dotyczącej wysokości (minimalnej wysokości zniżania).

Komisja ustaliła także okoliczności sprzyjające zaistnieniu katastrofy:
- brak wyszkolenia drugiego pilota na samolocie CASA C-295M w warunkach, w jakich odbywało się wykonywanie zadania,
- brak doświadczenia dowódcy załogi w wykonywaniu lotów na tej wersji samolotu,
- wykorzystywanie dodatkowych, podręcznych pomocy nawigacyjnych przez załogę ze względu na niepełne wyposażenie samolotu,
- brak doświadczenia dowódcy załogi w wykorzystywaniu radiolokacyjnego systemu lądowania przy minimalnych warunkach atmosferycznych,
- brak doświadczenia kontrolera ruchu lotniczego precyzyjnego podejścia lotniska Mirosławiec w sprowadzaniu samolotów innych niż Su-22,
- nieumiejętne doprowadzenie samolotu do strefy ruchu lotniskowego przez kontrolera ruchu lotniczego stanowiska kontroli zbliżania,
- brak właściwych procedur podejścia do lądowania w obowiązujących dokumentach normatywnych,
- posługiwanie się różnymi jednostkami miar przez załogę i kontrolerów,
- niesprawność nawigacyjnego systemu lądowania ILS, która uniemożliwiała wykorzystanie tego systemu w samolocie,
- błędne określenie i przekazywanie informacji o warunkach minimalnych do lądowania na lotnisku Mirosławiec.

Z uwagi na wielość czynników mających wpływ na wydarzenie się katastrofy oraz okoliczności sprzyjających do jej zaistnienia komisja zakwalifikowała zdarzenie jako zdarzenie lotnicze o niewłaściwej organizacji lotów oraz stwierdziła niewłaściwą organizację szkoleń lotniczych w 13. Eskadrze Lotnictwa Transportowego wynikających z wykonywania przez załogę zadań lotniczych w sposób i w warunkach nieodpowiadających poziomowi ich wyszkolenia oraz z powodu niedoskonałości przepisów normujących ten proces.
Wpływ na zdarzenie miało niewłaściwe działanie służb lotów w zakresie kontroli ruchu lotniczego i kierowanie zabezpieczeniem przelotu spowodowane błędną oceną sytuacji i podjęciem niewłaściwej decyzji oraz nieprawidłowa, niezgodna z instrukcjami eksploatacja statku powietrznego przez załogę.

## Uczczenie pamięci ofiar

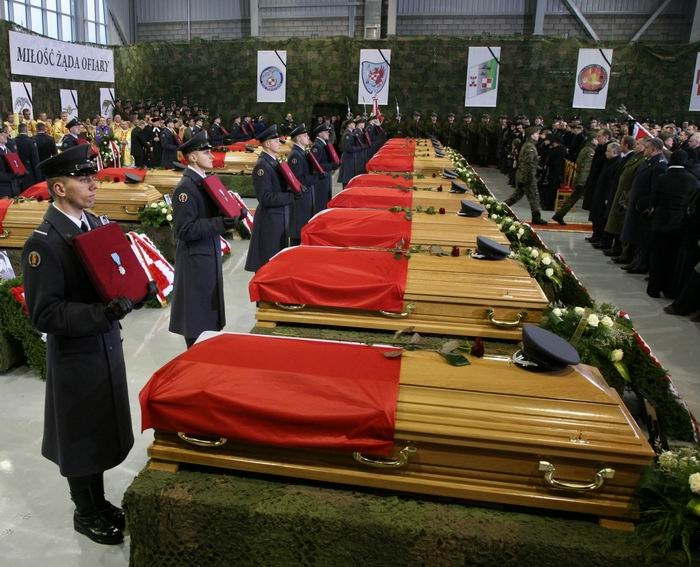
Uroczystości żałobne ofiar katastrofy

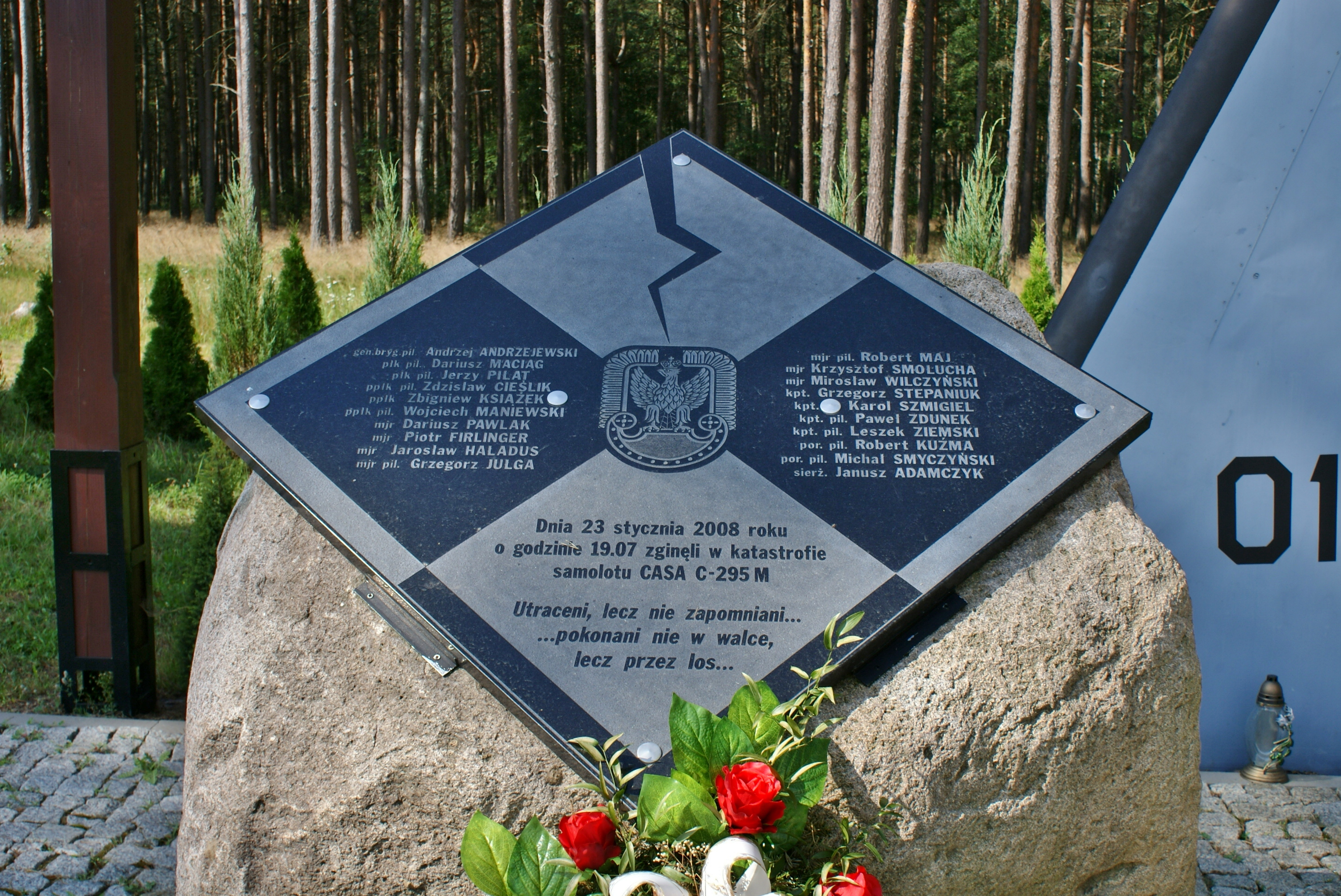
Pomnik na miejscu katastrofy

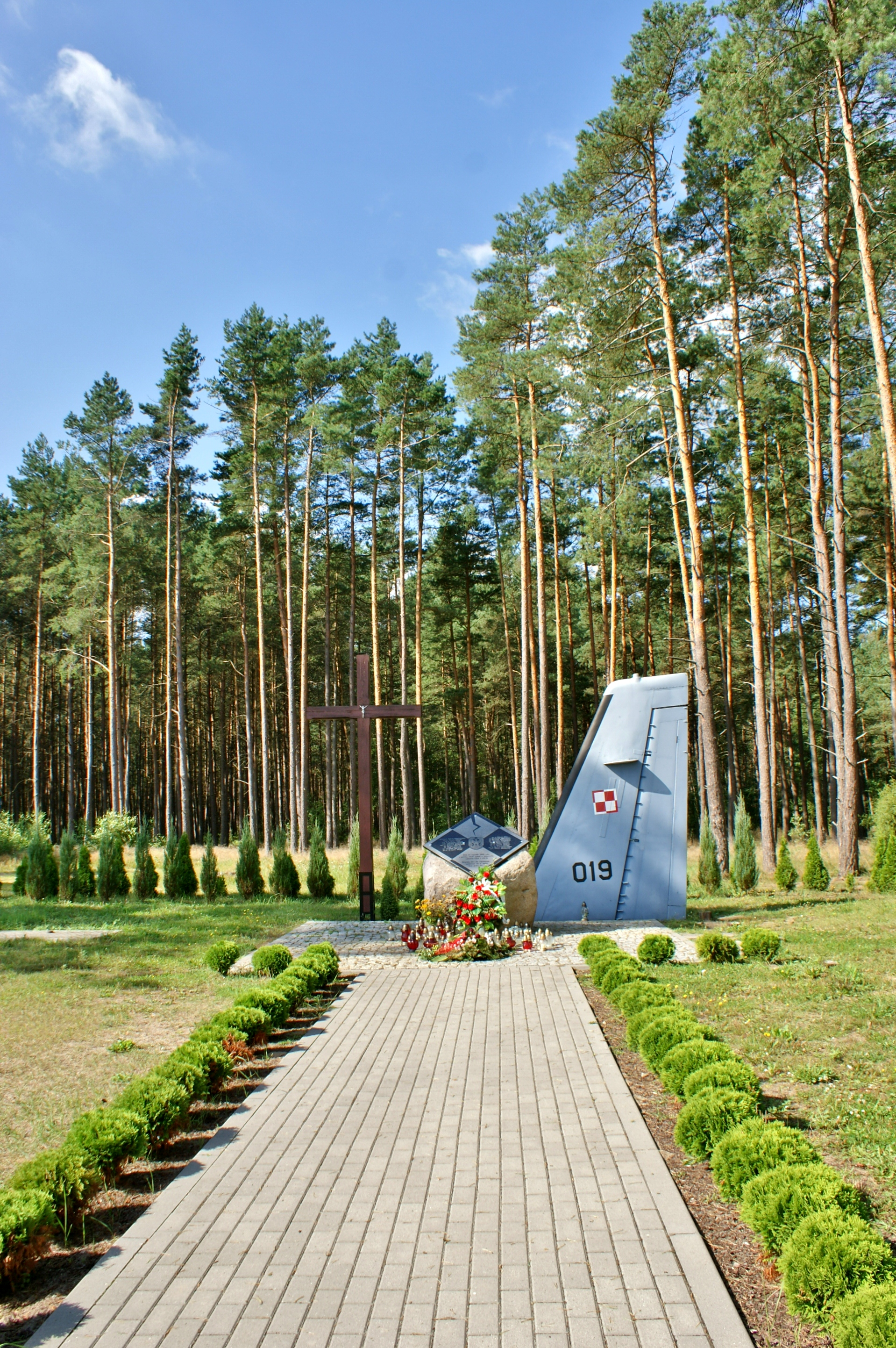
Pomnik na miejscu katastrofy

W związku z wypadkiem prezydent Rzeczypospolitej Polskiej Lech Kaczyński zarządził o wprowadzeniu w Polsce żałoby narodowej od godz. 19:00 24 stycznia do godz. 19:00 26 stycznia 2008 roku. Rząd podjął uchwałę, by 25 stycznia o godzinie 12:00 w całym kraju uczcić minutą ciszy ofiary katastrofy lotniczej pod Mirosławcem.
Mszę świętą żałobną w intencji zmarłych w katastrofie odprawiono w katedrze polowej Wojska Polskiego 24 stycznia 2008 roku o godzinie 18:00. Przewodniczyli jej arcybiskup Kazimierz Nycz oraz biskup polowy Wojska Polskiego Tadeusz Płoski, a uczestniczyła w niej m.in. delegacja parlamentu z marszałkiem Bronisławem Komorowskim i rządu z premierem Donaldem Tuskiem oraz wojsko.
25 stycznia 2008 roku minister obrony narodowej Bogdan Klich decyzją Nr 130/Kadr, zgodnie ze swoimi kompetencjami, mianował pośmiertnie na kolejne stopnie wojskowe lotników poległych w katastrofie.
29 stycznia 2008 roku prezydent Lech Kaczyński, na wniosek ministra obrony narodowej Bogdana Klicha, awansował pośmiertnie:
- gen. bryg. pil. Andrzeja Andrzejewskiego – na stopień generała dywizji,
- płk pil. Dariusza Maciąga – na stopień generała brygady,
- płk pil. Jerzego Piłata – na stopień generała brygady.

Kondolencje na ręce najwyższych władz w Polsce napłynęły m.in. z Niemiec, Rosji, Ukrainy, Węgier i Bułgarii, a także od przewodniczącego Komisji Europejskiej i papieża Benedykta XVI.
Za wybitne zasługi w służbie w Siłach Powietrznych prezydent Rzeczypospolitej Polskiej nadał zmarłym żołnierzom pośmiertne odznaczenia:
- Krzyż Kawalerski Orderu Odrodzenia Polski – gen. dyw. Andrzej Andrzejewski
- Lotniczy Krzyż Zasługi – pozostali żołnierze.

### Ceremonia pogrzebowa
18 lutego 2008 roku na terenie 21. Bazy Lotniczej w Świdwinie odbyła się ceremonia pożegnania zmarłych lotników z udziałem zwierzchnika Sił Zbrojnych Rzeczypospolitej Polskiej – prezydenta Lecha Kaczyńskiego, premiera Donalda Tuska, ministra obrony narodowej Bogdana Klicha, szefa Sztabu Generalnego Wojska Polskiego gen. Franciszka Gągora, dowódcy Sił Powietrznych gen. broni pil. Andrzeja Błasika, biskupa polowego Wojska Polskiego gen. dyw. Tadeusza Płoskiego oraz przedstawicieli kadry kierowniczej Wojska Polskiego.
W jej trakcie odczytano postanowienia o awansach dla lotników, a rodzinom wręczono pośmiertne odznaczenia.
18 lutego 2008 roku w Połczynie Zdroju pochowano gen. dyw. Andrzeja Andrzejewskiego, a w Świdwinie – płk. Zbigniewa Książka i ppłk. Piotra Firlingera.
19 lutego 2008 roku w Kołobrzegu pochowano gen. bryg. Dariusza Maciąga i płk. Wojciecha Maniewskiego, w Świdwinie – mjr. Grzegorza Stepaniuka, w Mirosławcu – ppłk. Dariusza Pawlaka, w Pile – ppłk. Grzegorza Jułgę i mjr. Pawła Zdunka, a w Koszalinie ppłk. Krzysztofa Smołuchę.
20 lutego 2008 roku na Cmentarzu Wojskowym na Powązkach w Warszawie odbył się pogrzeb gen. bryg. Jerzego Piłata, w Krakowie, na Cmentarzu Rakowickim pożegnano ppłk. Jarosława Haładusa, kpt. Michała Smyczyńskiego i chor. Janusza Adamczyka, w Józefowie – ppłk. Roberta Maja, w Łodzi – ppłk. Mirosława Wilczyńskiego.
21 lutego 2008 roku kpt. Robert Kuźma został pochowany na cmentarzu w Lipsku. W uroczystościach pogrzebowych wzięli udział przedstawiciel Biura Bezpieczeństwa Narodowego Krzysztof Wróbel, przedstawiciel ministerstwa obrony Jacek Olbrycht i przedstawiciele dowództwa Sił Powietrznych – generałowie: Adam Świerkocz i Anatol Czaban.

### Upamiętnienie ofiar
30 marca 2008 roku w Mirosławcu odsłonięto pomnik upamiętniający dwudziestu żołnierzy Sił Powietrznych, którzy zginęli w katastrofie.
Monument wzniesiono na miejscu katastrofy, w okolicy lotniska w Mirosławcu. Głównym elementem pomnika jest głaz o wymiarach 2 × 1,8 m z tablicą, na której znajdują się nazwiska poległych umieszczone na stylizowanej lotniczej szachownicy. Obok kamienia pamiątkowego ustawiony jest drewniany krzyż i statecznik rozbitego samolotu z numerem taktycznym samolotu CASA C-295M – 019.